# Ciolpani (okręg Ilfov)
Ciolpani – wieś w Rumunii, w okręgu Ilfov, w gminie Ciolpani. W 2011 roku liczyła 2828 mieszkańców.